# キャロル・ヘイス・ジェンキンス
キャロル・エリザベス・ヘイス・ジェンキンス（Carol Elizabeth Heiss Jenkins、1940年1月20日 - ）は、アメリカ合衆国・ニューヨーク出身の女性フィギュアスケート選手で、現在はフィギュアスケートコーチ。1960年スコーバレーオリンピック女子シングル金メダリスト。選手時代はキャロル・ヘイスとして活動。

## 経歴

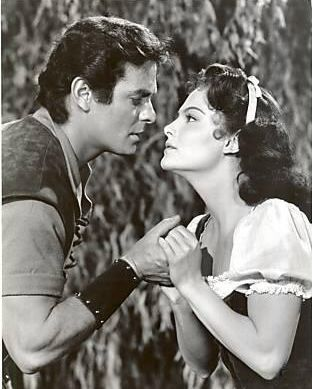
1961年白雪姫と道化もの

6歳でスケートを始め、元金メダリストであるフランスのピエール・ブリュネの指導を受けた。
1953年に女子選手で初めてダブルアクセルを成功させた。
1956年コルチナ・ダンペッツオオリンピックの女子シングルで、同じアメリカのテンリー・オルブライトに次いで銀メダルを獲得。プロ転向のオファーもあったが、癌で死を目前にしていた母マリーから金メダルを取るためにアマチュアのままでいて欲しいと頼まれ、オファーを断った。同年10月、母が死去。
1956年から1960年にかけて世界選手権で5連覇を達成。1960年スコーバレーオリンピックで金メダルを獲得した。
1960年に引退後アイスショーに出演。同年、コルチナ・ダンペッツオオリンピック男子シングルの金メダリスト、ヘイス・アラン・ジェンキンスと結婚した。
1961年にはウォルター・ラング監督の映画「白雪姫と道化もの」に白雪姫役で出演している。なお同年、プラハで開催予定の世界選手権へ派遣された多くのアメリカ代表選手が、サベナ航空548便墜落事故で亡くなった報道に、彼女自身大変ショックを受けたという（これにより1961年世界選手権は中止、翌1962年に同じくプラハで世界選手権が開催）。
1962年に一旦スケートから離れたが、1970年代末に指導者として復帰。ティモシー・ゲーブルや安藤美姫のコーチを務めた。

## 主な戦績
| 大会/年      | 1952-53 | 1953-54 | 1954-55 | 1955-56 | 1956-57 | 1957-58 | 1958-59 | 1959-60 |
| ------------ | ------- | ------- | ------- | ------- | ------- | ------- | ------- | ------- |
| オリンピック |         |         |         | 2       |         |         |         | 1       |
| 世界選手権   |         |         | 2       | 1       | 1       | 1       | 1       | 1       |
| 全米選手権   | 2       | 2       | 2       | 2       | 1       | 1       | 1       | 1       |
| 北米選手権   |         |         | 2       |         | 1       |         | 1       |         |